# Street Fighter V
Street Fighter V (ストリートファイターV Sutorīto Faitā Faivu?, lit. «Peleador callejero V») es un juego de peleas publicado por Capcom, quien codesarrolló el juego con Dimps. Es el quinto título de la serie principal de juegos de Street Fighter. El juego fue lanzado en febrero de 2016 para PlayStation 4 y Microsoft Windows, teniendo la posibilidad de funcionar como juego multiplataforma entre ambas versiones.

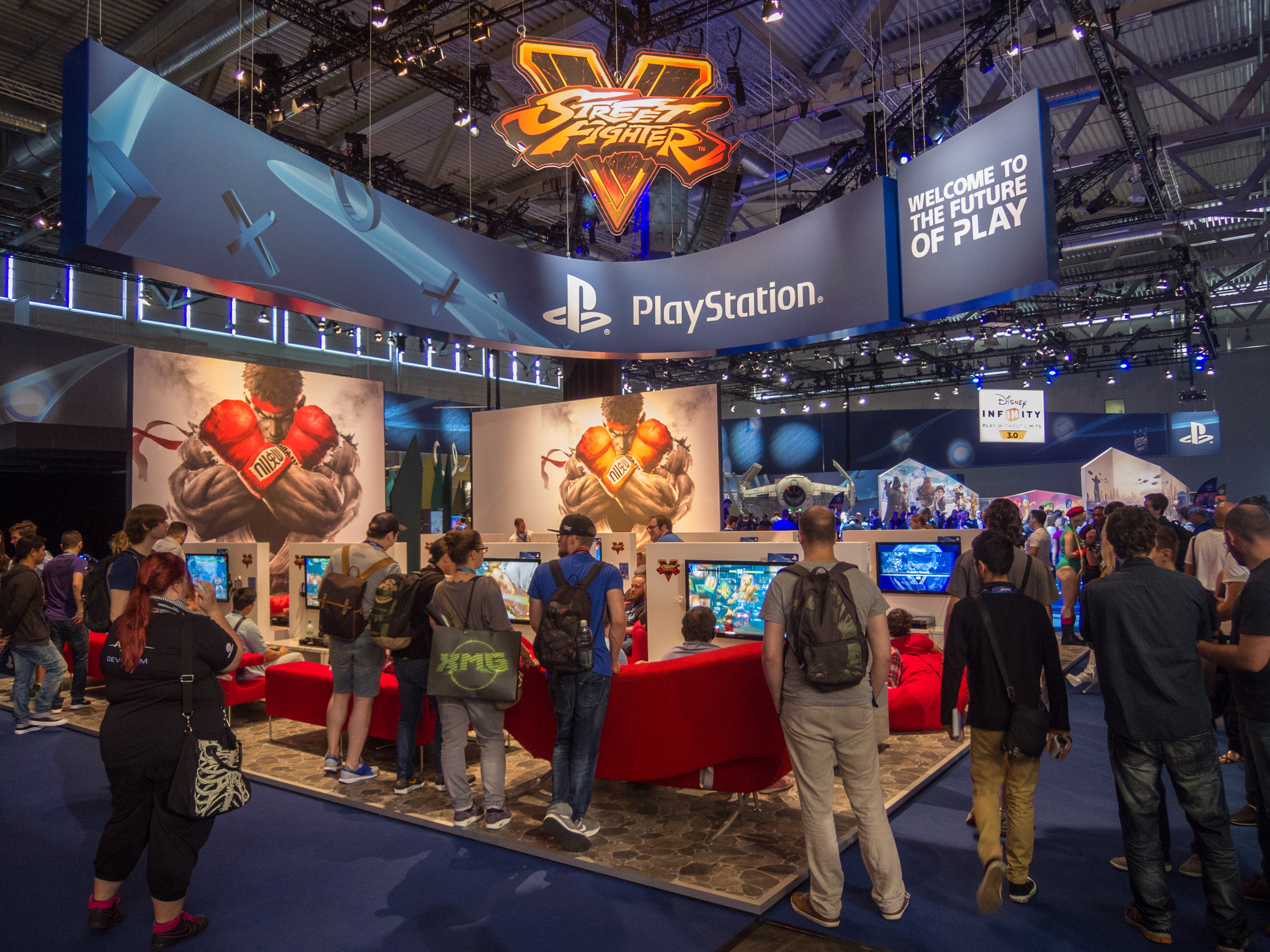
Stand promocional de Street Fighter V en Gamescom 2015.

Similar a las anteriores entregas de la serie, Street Fighter posee un sistema de pelea de desplazamiento lateral. El juego también introduce el «V-Gauge», el cual se incrementa a medida que el personaje reciba daño de su enemigo y le adhiere 3 nuevas habilidades. El juego contiene 16 personajes jugables en su lanzamiento, siendo 4 de ellos completamente nuevos en la serie. Un modo historia y personajes adicionales serán añadidos en el futuro a través de actualizaciones y contenido descargable. Teniendo como dato a destacar la completa ausencia de Akuma en el lanzamiento de esta entrega después de ininterrumpidas presencias desde la salida de Super Street Fighter II Turbo.
Según Capcom, el juego iba a ser una exclusiva de la consola PlayStation 4 ya que tanto Sony como Capcom tenían «la misma visión para el crecimiento del potencial en el espacio de los juegos de peleas». El juego posee el motor Unreal Engine 4 y tuvo una beta de prueba antes del lanzamiento. Además se transmitió una miniserie web llamada Street Fighter: Resurrection que servía de prólogo para los hechos que acontecían en el juego, esto fue hecho para los fanáticos de la franquicia mientras se aguardaba el lanzamiento de la quinta entrega de la saga.
Ya en la salida al mercado del mismo, recibió generalmente críticas positivas por parte de páginas especialistas en el ámbito como Metacritic, IGN, Meristation, 3d Juegos, Hobby Consolas y Steam, siendo principalmente alabado por sus gráficos, animaciones y banda sonora. Sin embargo la entrega también fue extraordinariamente vapuleada por los compradores y jugadores del juego acusando de ser el mismo injugable debido al poco contenido fuera de línea, pocos personajes seleccionables, ausencia del modo arcade, un modo historia muy breve y la presunta explotación a futuro de los DLC por parte de Capcom. Sumando esto a las fallas en los servidores de la empresa en el lanzamiento del juego, lo que ocasionó la imposibilidad de jugar en línea y múltiples bugs. Esto generó puntuaciones aplastantemente bajas en las notas de los compradores en la página de Steam y una posterior mala publicidad generada por los jugadores quienes sintieron el juego como una estafa y un retroceso en la serie. A tal punto llegó la controversia sobre el lanzamiento del juego que la revista Forbes dedicó todo un artículo sobre la quinta entrega de la saga, criticando el poco contenido del producto, calificándolo como «juego roto» debido a lo poco que se podía llegar a hacer en un juego con muy pocos modos local y un en línea de funcionamiento errático y casi frustrante. Capcom esperaba que el juego vendiera a lo menos 2 millones de copias para el final de su año fiscal 2016, fallando en su intento consiguiendo solamente 1.4 millones de copias vendidas para el 31 de marzo.

## Jugabilidad
Street Fighter V conserva el estilo de juego de pelea con desplazamiento lateral de sus predecesores, en el que dos luchadores usan una variedad de ataques y habilidades especiales para noquear a su oponente. El juego cuenta con el medidor de EX introducido en Street Fighter III, que aumenta a medida que el jugador conecta sus ataques al oponente y se puede utilizar ya sea para aumentar el poder de sus ataques especiales o realizar super combos conocidos como Critical Arts, aunque en esta entrega se han suprimido los Focus Attacks del juego anterior. El juego sin embargo presenta el «V-Gauge», que aumenta a medida que el jugador recibe ataques de su rival y añade tres nuevas técnicas: V-Skills, V-Reversals, y V-Triggers. V-Skills son ataques especiales únicos para cada luchador; por ejemplo, Ryu puede parar un ataque mientras que M. Bison puede reflejar proyectiles, algunos de los cuales aumenta el «V-Gauge» cuando se realiza con éxito. V-Reversals permiten a los jugadores utilizar una sección de la «V-Gauge» para llevar a cabo un contragolpe mientras se es atacado. Por último, V-Triggers usa todo el «V-Gauge» para permitir al jugador realizar una habilidad única, como por ejemplo aumentar el daño de los hadoukens de Ryu o adhiere más golpes a los ataques de Chun-Li. Además, el medidor de aturdimiento, que ha estado presente desde Street Fighter III, se hace visible bajo las barras de salud en este juego. El medidor de aturdimiento aumenta al recibir ataques consecutivos y hará que el jugador quede aturdido si se llena, imposibilitándolo de realizar algún movimiento durante algo de tiempo; por lo tanto, se anima a los jugadores a jugar a la ofensiva cuando el medidor rival está cerca de llenarse. El juego también cuenta con un espacio interactivo, mostrando animaciones especiales cuando un jugador es derrotado en el borde de la arena.

## Personajes
El juego cuenta con 16 personajes en el lanzamiento, cuatro de los cuales son nuevos en la serie Street Fighter. Tras el lanzamiento del juego, varios personajes adicionales se desarrollarán y se añadirán al juego a través de las actualizaciones, comenzando con el lanzamiento de 6 personajes extra al juego cada año. Estos personajes, entre otros contenidos después del lanzamiento, se pueden comprar mediante microtransacciones, pagando a través de PlayStation Store, Steam, o con «Fight Money» obtenido a través del juego.
Los nuevos personajes en la serie aparecen en negrita. Mientras que los que se deben comprar aparecen en cursiva.
- Abigail[32]
- Akira Kazama[33]
- Akuma[34]
- Alex[35]
- Balrog[35]
- Birdie[36]
- Blanka[37]
- Cammy White[36]
- Charlie Nash[36]
- Chun-Li[36]
- Cody Travers[38]
- Dan Hibiki[39]
- Dhalsim[36]
- E. Honda[40]
- Ed[41]
- Falke[42]
- F.A.N.G[36]
- G[43]
- Gill[44]
- Guile[35]
- Ibuki[35]
- Juri[35]
- Kage[45]
- Karin Kanzuki[36]
- Ken Masters[36]
- Kolin[46]
- Laura Matsuda[36]
- Lucia Morgan[40]
- Luke[47]
- M. Bison[36]
- Menat[48]
- Necalli[36]
- Oro[49]
- Poison[40]
- R. Mika[36]
- Rashid[36]
- Rose[50]
- Ryu[36]
- Sagat[51]
- Sakura[52]
- Seth[53]
- Urien[35]
- Vega[36]
- Zangief[36]
- Zeku[54]

Los cuatro nuevos personajes incluyen a Necalli, un salvaje e inteligente guerrero azteca de un país desconocido que busca el alma de un fuerte oponente; Rashid, un personaje del Medio Oriente que es capaz de manipular el viento y está en busca de una amiga desaparecida que ha sido secuestrada por M. Bison y Shadaloo; Laura Matsuda, una luchadora brasileña y hermana mayor de Sean Matsuda que utiliza un estilo propio de jiu-jitsu y electricidad en sus ataques; y F.A.N.G un nuevo miembro de los Cuatro Reyes de Shadaloo que combina ataques de largo alcance y movimientos deslizantes con su capacidad para envenenar a sus oponentes. El juego cuenta con un modo historia cinematográfica que fue añadido al juego como una expansión libre en junio de 2016.

### Season one
Posteriormente Capcom reveló el tráiler en donde aparecía la sombra de 6 figuras que serían las nuevas adquisiciones por parte del juego, apareciendo uno a uno disponible desde el mes de marzo en adelante. Estos personajes pueden ser desbloqueados gratis a través de la moneda utilizada en el juego «Fight Money», o podían ser obtenidos mediante un pase de temporada en el cual merced a una microtransacción se puede tener directamente a los personajes sin la necesidad de desbloquearlos en el juego. Aquellos que compren el pase de temporada recibirán cada uno de los seis luchadores con un traje especial adicional. Estos personajes fueron Alex disponible en marzo, Guile anunciado en abril, Balrog quién apareció junto con Ibuki en julio, sufriendo esta última un retraso en su lanzamiento que estaba previsto para finales de mayo, Juri que fue anunciada su aparición el 26 de julio pero que sin embargo debido a problemas con PlayStation Store en Europa no estuvo completamente disponible hasta el 1 de agosto, y finalmente Urien que fue anunciado el 22 de septiembre.

### Season two
En noviembre Capcom reveló un teaser al finalizar un torneo en la ciudad de Seattle, en el cual aparece el personaje Akuma quien estuvo completamente ausente en el comienzo del juego, haciendo uno de sus movimientos característicos y con una apariencia distinta a la de anteriores entregas de la franquicia. Confirmando el hecho de que el luchador estaría disponible para ser utilizado en el juego, siendo finalmente en diciembre la fecha de su salida. Al igual que los anteriores personajes agregados, Akuma puede ser desbloqueado gratis mediante la moneda usada en el juego, así como también comprado con microtransacciones a través de PlayStation Store. Además de esto Capcom declaró que Akuma será el primero de una tanda de 6 luchadores más que se irán agregando al juego en el transcurso del año 2017, apareciendo estos luchadores como sombras junto al ya anunciado Akuma en el tráiler mostrado por la empresa, anunciando también la posibilidad de pre-ordenar a los personajes gracias a un nuevo pase de temporada o de desbloquearlos gratis en el juego a medida que estos van siendo disponibles, exactamente igual a lo hecho en la anterior tanda de luchadores agregados al juego. Los otros peleadores que sucedieron a Akuma fueron Kolin, un personaje que había aparecido anteriormente en la franquicia pero que no era jugable, llegando a estar disponible en febrero de 2017. Ed, cuya fecha de salida original fue pospuesta debido a que Capcom quería mejorar los servicios en línea del juego, haciendo finalmente su estreno a finales de mayo llegando junto con una nueva actualización. Aunque estuvo momentáneamente disponible a modo de prueba en una beta organizada por la empresa entre el 11 y 14 de mayo. Abigail, que estuvo en el juego Final Fight como villano, apareció disponible en julio como un luchador seleccionable. Menat, otra nueva peleadora que se sumó a la lista el 29 de agosto. Terminando con Zeku que había estado presente en Street Fighter Alpha 2, completando la tanda de luchadores el 24 de octubre.

### Season three

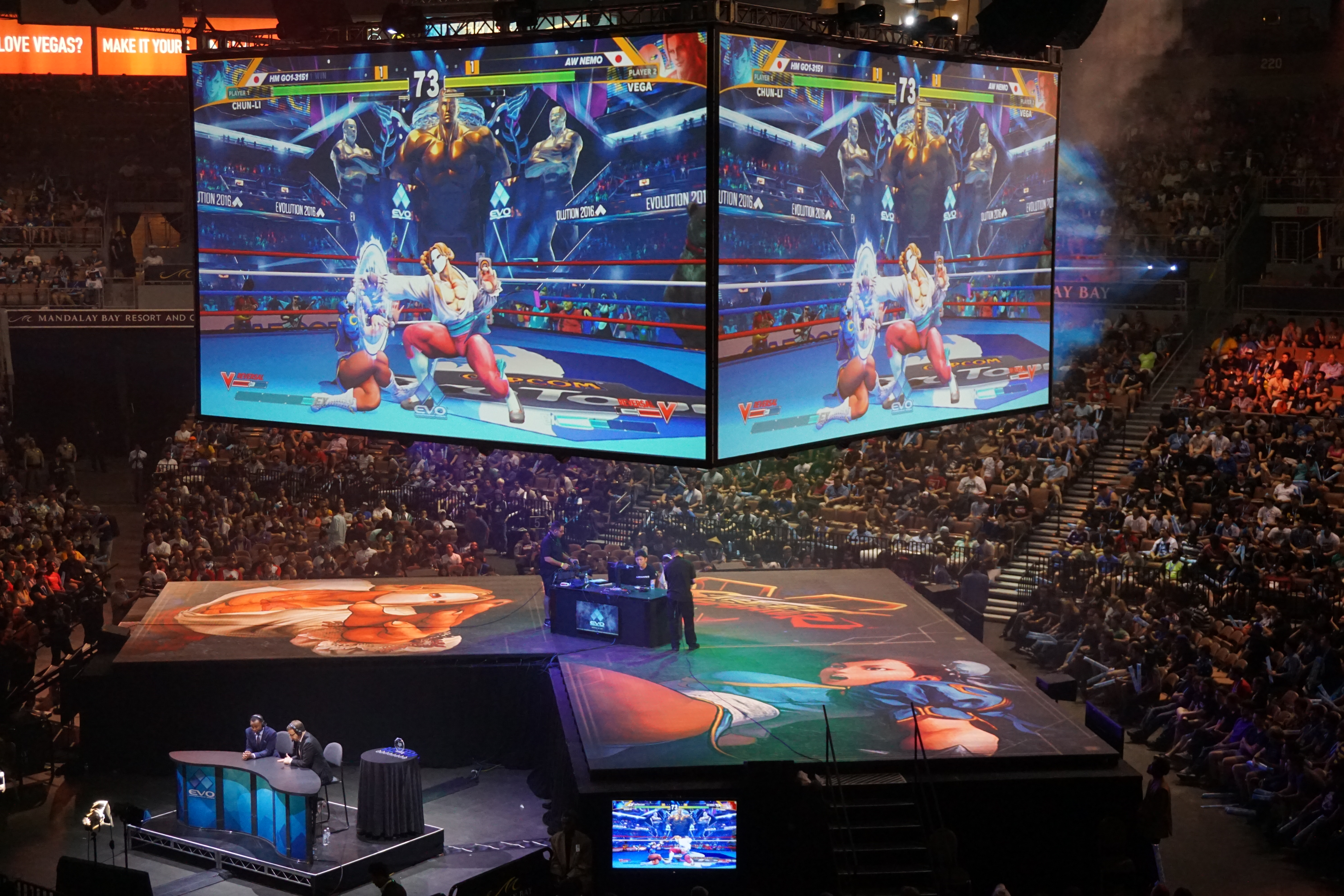
Torneo de Street Fighter V realizándose en Evo.

El 11 de diciembre de 2017 fue presentada la tercera temporada y fueron anunciados seis nuevos personajes que estarían disponibles a través de contenido descargable. A diferencia de las anteriores temporadas, Capcom decidió mostrar desde el comienzo cuales iban a ser las nuevas inclusiones en el juego, siendo estas el regreso de Blanka, Sagat, Sakura y Cody. Además de la aparición de dos personajes inéditos en la franquicia, siendo estos Falke y G. El primer luchador en arribar al juego fue Sakura la cual hizo su estreno el 16 de enero de 2018, misma fecha en que fue lanzada la actualización Street Fighter V: Arcade Edition. Cabe destacar que el personaje tuvo un periodo de prueba gratuito hasta el 23 de enero, en donde la luchadora era seleccionable en todos los modos de juego hasta la fecha mencionada, momento en cual toda la experiencia y dinero del juego amasado desaparecía a no ser que se realizaba la compra de la peleadora o del pase de temporada. Posteriormente Blanka hace su regreso a la franquicia el 20 de febrero, aunque este tuvo que ser revisado mediante actualizaciones debido a que se podía ejecutar un glitch que era perjudicial en combate. La debutante Falke estuvo disponible para la compra el 24 de abril. Cody Travers uno de los protagonistas de Final Fight fue anunciado para el 26 de junio, sin embargo su llegada ocurrió un día antes incluyendo además una actualización donde se mejora algunos modos de juego. Finalmente en el evento Evo 2018 se hizo el anuncio de que tanto el ignoto G como el viejo conocido Sagat, estarían disponibles el 6 de agosto.

### Season four
El 16 de diciembre al término de la Capcom Cup 2018 se anunció la llegada del personaje Kage, además de una actualización de balance en el juego. A diferencia de las temporadas de personajes anteriores, en esta no se ofreció un «season pass» para pre-ordenar las nuevas incorporaciones, además de que no hubo un tráiler que diera a entender que habría seis luchadores nuevos. Después de varios meses sin novedades, se informó que en agosto se darían noticias en cuanto al juego, siendo Evo 2019 el evento escogido. Sin embargo algunos días antes del torneo, accidentalmente por Steam se filtró la información de que los nuevos luchadores serían E. Honda, Poison y Lucia. Debido a una confusión en Valve, se precipitó la salida del tráiler que se suponía iba a aparecer en el evento. La empresa declaró al respecto diciendo que «Es una situación lamentable y no intencional, y ya hemos implementado medidas para evitar que este error vuelva a ocurrir. Somos fanáticos de Street Fighter y lamentamos el error». Capcom finalmente confirmaría la filtración subiendo el tráiler a su cuenta de Youtube y anunciando la salida de los personajes para el 4 de agosto. A finales de noviembre, Gill el antagonista de Street Fighter III, sería anunciado como un nuevo luchador disponible por primera vez desde su inclusión a la franquicia en el próximo mes. Al mismo tiempo Capcom presenta Street Fighter V: Champion Edition, una nueva actualización que sería estrenada al año siguiente. Posteriormente Seth el antagonista de Street Fighter IV volvería con un «cambio de género» en esta entrega, estando disponible el mismo día del estreno de Champion Edition el 14 de febrero.

### Season five
Desde un comienzo se tenía pensado dar contenido adicional a Street Fighter V hasta 2020, esto según las declaraciones de los productores del juego en una entrevista para la revista Famitsu. Y aunque la prensa imagino que la quinta entrega sería dejada de lado en beneficio del desarrollo de una posible secuela luego del lanzamiento de Champion Edition, el 27 de mayo Capcom anunció por medio de su página web una quinta temporada en un informe del equipo desarrollador. Esta nueva y última temporada —apodada en el informe como «Season V»— trae como novedad 3 nuevos escenarios además de 5 nuevos luchadores, alcanzando con esto la cantidad de 45 peleadores superando a Ultra Street Fighter IV, el cual era la referencia estimada en cuanto al total de personajes en la entrevista previa al lanzamiento. El equipo desarrollador declaró que «Debido la recepción positiva de la cuarta temporada y Champion Edition, estamos planeando hacer una temporada final V, que agregará V más luchadores a la lista [sic]». Rumores sobre la identidad de las nuevas inclusiones comenzaron a circular, una de las más destacadas se originó debido a la edición especial japonesa de Street Fighter 30th Anniversary Collection, en la cual incluía ilustraciones del artista Bengus sobre los personajes de la franquicia en la forma de cartas de tarot. En ella se encontraban dibujos de luchadores que aún no aparecían disponibles en el juego propiciando las sospechas, siendo estos Rose de la saga de Street Fighter Alpha, Oro y Elena de Street Fighter III, C. Viper de Street Fighter IV y Rolento de Final Fight. Los rumores finalizaron el 5 de agosto cuando el propio director del juego Takayuki Nakayama, reveló la identidad de los peleadores a través de un video de Youtube. Los nuevos luchadores son Rose y Oro que previamente ya habían figurado en los rumores, además de Dan quien fue el único que contó con video de presentación aunque su jugabilidad aún no estaba del todo finalizada, y Akira proveniente de Rival Schools. La identidad del quinto personaje quedó en incógnita aunque se anunció el «plan de ruta» de Capcom en las actualizaciones futuras, Dan volvería a la saga en invierno de 2020, la primera novedad del 2021 sería Rose regresando en la primavera, el verano sería el estreno de Oro y Akira, finalizando con el personaje de Luke en otoño.

## Argumento
Años después de haber sido derrotado por M. Bison, Charlie despierta en una tumba y es instruido por una mujer llamada Helen para recoger algo de su viejo amigo Guile que ayudará a destruir a Bison. Mientras tanto, la organización Shadaloo comienza su plan secreto llamado «Operación C.H.A.I.N.S» con el lanzamiento de siete satélites artificiales en órbita conocidos como «Lunas negras». Rashid se infiltra en la base principal de Shadaloo en busca de una amiga que fue secuestrada por ellos, pero es descubierto y derrotado por F.A.N.G, que le roba una pieza similar a las que se usan en ajedrez que tenía en su poder y lo utiliza para detonar una de las «Lunas negras», lo que provocó un gran pulso electromagnético a una gran altitud que golpea a la ciudad de Nueva York sumergiéndola en el caos.
Después de intentar detener a M. Bison y sus subordinados en Nueva York sin éxito, Guile y Chun-Li son atacados por Charlie, quien intenta tomar las piezas que le fueron enviadas a ellos por la Interpol, huyendo poco después. Charlie luego se reúne con Helen, quien también convence a Rashid y Juri para formar una alianza con ellos para recuperar las piezas con el fin de detener la operación después de revelar que estas contienen las claves para el control de las «Lunas negras», y que le fueron enviadas a ciertos individuos con el fin de evitar que sean utilizadas, mientras que el objetivo de Shadaloo es utilizar las lunas para extender el miedo y la desesperación en torno a la población del mundo, que es la fuente del Psycho Power de Bison, y tienen la intención de desviar esta energía hacia él con el fin de darle una fuerza que lo haga invencible. En posesión de la misma información, Karin Kanzuki convoca guerreros de todo el mundo para ayudar a reunir las piezas antes de que Shadaloo lo haga. Todos ellos responden a la llamada de Karin, excepto Ryu, quien se queda rezagado por un tiempo para entrenar aún más con el fin de mantener su Satsui no Hadou a raya a sugerencia de Ken.
A medida que los guerreros viajan por el mundo en busca de las piezas, son una y otra vez atacados por Necalli, un antiguo dios de lucha azteca que aparece en tiempos de crisis para desafiar a los combatientes vivos más fuertes con el fin de devorar sus almas, así como también va por los esbirros de Shadaloo y sus muñecas. En una de esas peleas, Cammy logra derrotar y capturar a su hermana Decapre, pero sabiendo que ella solo está siendo manipulada por Shadaloo, se niega a entregársela a la policía y huye del lugar con ella gracias a la ayuda de Juri quien se las lleva en una moto. Una vez que reúnen todas las piezas restantes y se les unen más aliados en el camino, los guerreros asaltan la base de Shadaloo y gestionan con éxito la desactivación de las «Lunas negras», pero fallan a la hora de derrotar a M.Bison y a sus fuerzas viéndose obligados a retirarse. Sin embargo a pesar de haberse apagado las lunas, F.A.N.G amenaza a una niña entre los programadores que fueron secuestrados y obligados a crear las «Lunas negras» a ejecutar el «programa descenso» («descent program») el que altera el curso de las lunas para hacer que estas caigan en la Tierra en su lugar, golpeando seis ciudades principales de todo el mundo en 24 horas, con el fin de causar suficiente estragos para reunir el suficiente Psycho Power.
A medida que el mundo está en caos, con la inminente caída de las «Lunas negras», Ryu regresa de su entrenamiento y derrota a Necalli en combate, obligando al antiguo dios a retirarse definitivamente. Luego se une a sus compañeros en un segundo ataque a la base de Shadaloo. En esta ocasión, Rashid no solo logra detener las «Lunas negras» por completo debido al uso de una pista que estaba destinado para él dejada por su amiga desaparecida, sino que también descubre que ella fue asesinada por F.A.N.G hace mucho tiempo, muy a su pesar. Mientras tanto, Charlie se enfrenta a M.Bison y no logra derrotarlo, pero se sacrifica para drenar parte del Psycho Power de él para debilitarlo y Ryu lo destruye de una vez por todas. Cuando Chun-Li consigue rescatar a la chica de las garras de F.A.N.G, los guerreros evacuan la base de Shadaloo ya que se empieza a derrumbar, mientras que las muñecas con el cerebro lavado recuperan sus sentidos debido a que el aparato (portado por F.A.N.G) que las controlaba se quebró. Al final Rashid recibe un mensaje pregrabado de su amiga ya fallecida, dándole las gracias por ayudar a salvar el mundo y diciéndole que siga adelante con su vida. Esto emociona al guerrero ya que anteriormente la había salvado de múltiples problemas y nunca ella le había agradecido, comprendiendo que detrás del grabado «gracias» se escondía un mensaje de despedida que solo él pudo llegar a comprender en plenitud.
Durante los créditos, Helen, cuyo nombre verdadero se revela como Kolin, conversa con su maestro, quien afirma que a pesar de que Bison no fue destruido como ellos querían, había llegado el momento de que su grupo llegara a la cabeza del mundo con el fin de restablecer su equilibrio. En los créditos, después de tener un combate de entrenamiento, Ken y Ryu ponderan que su camino hacia el mejoramiento de sí mismos nunca tendrá un fin.

## Desarrollo

La revista Forbes criticó duramente a Street Fighter V como producto y a las revistas especialistas por sus «piadosas» notas para en su opinión, un título «roto»

Street Fighter V fue revelado extraoficialmente a través de un vídeo de YouTube el 5 de diciembre de 2014, que fue rápidamente bajado de la red. Fue revelado oficialmente al día siguiente durante el PlayStation Experience del 2014 en Las Vegas y fue anunciado que sería una exclusiva para la PlayStation 4 y Microsoft Windows. El juego fue hecho usando el motor Unreal Engine 4.
El 12 de junio de 2015, Capcom aclaró además que el juego no se dará a conocer en ninguna otra plataforma debido a una asociación en el desarrollo entre Sony Computer Entertainment y de ellos mismos. En la asociación, Matt Dahlgren declaró de parte de Capcom que:«Parte de la razón por la que nos asociamos con Sony es que compartimos la misma visión para el crecimiento del potencial en el espacio de los juegos de peleas. Yo diría que el aspecto clave es trabajar con nosotros en la ejecución de juegos multiplataforma, esta va a ser la primera vez que nosotros uniremos nuestra comunidad en una base de jugadores centralizada.» A partir de julio, el juego estaría disponible para jugar por un tiempo limitado en varios parques Six Flags alrededor de los Estados Unidos. El 23 de julio de 2015, Capcom ofreció un programa beta para jugadores que poseían la PS4 en América del Norte y que habían preordenado el juego, además de los jugadores europeos y latinoamericanos que se habían registrado en el sitio web de PSN. Sin embargo, cuando se esperaba que la versión beta durara cinco días, esta empezó a sufrir de problemas del servidor significativas y fue puesto fuera de línea de manera temprana como resultado. El 14 de agosto de 2015, la beta para la PS4 se puso de nuevo en línea para una intensa prueba interna. Después de la prueba, la beta se volvió a poner en línea el 28 de agosto de 2015. Además a finales de 2015 Capcom anunció la transmisión de una miniserie web llamada Street Fighter: Resurrection que sirve como prólogo narrativo de los acontecimientos que se presentan en el juego, con Charlie siendo el protagonista. Se emitió entre el 15 de marzo al 5 de abril de 2016.

### Post-lanzamiento
En enero de 2016, Capcom anunció una actualización posterior al lanzamiento que contiene un modo de historia cinematográfica para un solo jugador, titulado «A Shadows Falls». El modo se puso a disposición como una actualización gratuita el 1 de julio del mismo año. La actualización no fue bien recibida por Destructoid, que resumió como «Las manchas son crudas y dolorosas, los defectos imposibles de no mirar boquiabiertos. ¿Esto es lo que llevó otros cinco meses? Es una maldita vergüenza que sólo se suma a la cada vez más triste historia de Street Fighter V.»
Una actualización para la versión de PC provoca que un controlador con el nombre «Capcom.sys», un rootkit, se instale en el sistema que permite a las aplicaciones ejecutar código arbitrario con permisos a nivel de kernel. En los procesadores más recientes, desactiva la prevención de ejecución del modo supervisor (una capacidad del procesador que se utiliza para evitar que el código de privilegio bajo, como las aplicaciones, ejecute instrucciones con privilegios de nivel superior) y vuelva a activar la prevención de ejecución del modo supervisor cuando se ejecute la aplicación con código nivel kernel. Esto se hace con el fin de evitar las trampas. Este controlador no valida qué aplicación intenta utilizar, por lo que cualquier malware podría utilizar el controlador para ejecutar código de nivel de kernel.

### Rage quit
Con el pasar del tiempo, el juego empezó a ser criticado por la falta de penalización a los jugadores que se iban de las peleas en línea, siendo usado el anglicismo «Rage-quitter» para referirse a los mismos. Debido a la forma en que estuvo diseñado el sistema de puntos en línea, los jugadores que estaban en camino a una derrota podían «abandonar» la pelea desconectándose de internet o apagando la consola en la que estaban jugando, de esta manera el sistema no detectaba la derrota de la persona y no le quitaría puntos en su ranking, el problema ocurre debido a que el oponente que se suponía iba a ganar y obtener los puntos tampoco sufría cambio alguno porque su triunfo no quedaba registrado, dando como resultado que el combate nunca se hubiese llevado a cabo entre ambos. En un comienzo Capcom incentivó a los usuarios a denunciar a las personas que abandonaban los combates a través de videos, posteriormente la empresa castigo a 30 jugadores en el mundo que según su visión eran los más propensos en esta mala praxis, siendo estos los que tenían un nivel de desconexión en combates entre el 80 a 90%, con el fin de evitar sancionar a personas que habían sufrido una desconexión involuntaria. El método fue actualizado para sancionar a los jugadores que se iban de los combates tres veces en un rango de tiempo de dos horas, teniendo como consecuencia para el infractor una reducción de 1000 puntos en su ranking además de no poder ingresar durante 24 horas. También al infractor se le otorgaba un ícono distintivo como resultado de su comportamiento con el fin de alertar al resto de los jugadores, y su matchmaking era afectado en pro de encontrarse con usuarios en condición similar.

### Censura
Durante la fase beta del juego, se introdujeron cambios a ciertas animaciones, al parecer para bajar el tono de su contenido sexual. Para destacar, el ángulo de la cámara en la introducción de Cammy fue cambiado, ya que proporcionó originalmente un vistazo a su entrepierna, y una escena de R. Mika donde se abofetea sus propios glúteos durante su Critical Arts fue modificado para que las palmadas ocurrieran fuera de la pantalla. La reacción a los cambios fueron mixtas, algunos consideraban que se les habían quitado las personalidades de los personajes cambiando las escenas, mientras que otros elogiaron los cambios, sintiendo que las tomas originales mostraron una representación «arcaica» de las mujeres, y anima a más cambios en otros personajes. Capcom se negó a comentar cambios específicos, solamente indicando que el juego estaba todavía en desarrollo activo, y como tal, los cambios en general eran de esperar. Sin embargo tiempo después, el productor Yoshinori Ono declaró que las modificaciones fueron realizadas con base en el público más amplio al cual iba dirigido el juego.

### Street Fighter V: Arcade Edition

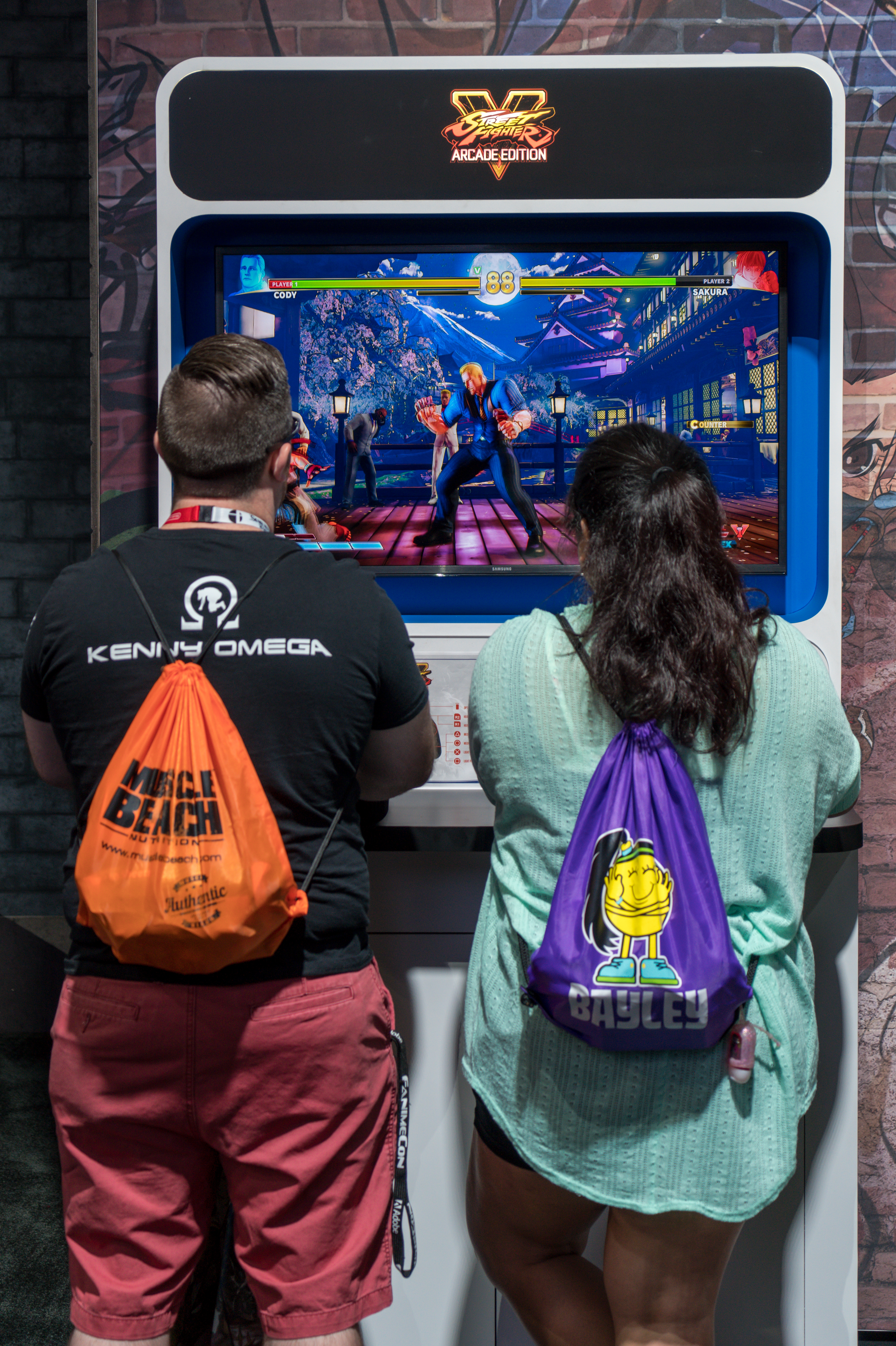
Personas jugando Street Fighter V: Arcade Edition en E3 2018.

En octubre de 2017 Capcom anunció el lanzamiento de Street Fighter V: Arcade Edition, una versión actualizada del juego que incluirá todos los contenidos del título original, los modos Arcade y Extra, una galería adicional, nuevos movimientos para los personajes —en particular, los denominados V-Trigger— y un rediseño de toda la interfaz entre otras mejoras. Además de la inclusión de todos los personajes lanzados por DLC hasta este momento, aunque esto último no estará disponible de manera gratuita para el resto de los jugadores que posean el título original. A pesar de lo anteriormente mencionado, la empresa también ha anunciado que el resto de estas mejoras de la Arcade Edition también llegarán a los usuarios de la versión original a través de un parche. Esta versión actualizada del juego será vendida de forma digital tanto en PlayStation 4 como en PC, también se venderá en formato físico aunque esto solo acontecerá en la consola de Sony, siendo su fecha de salida el 16 de enero de 2018.

### Street Fighter V: Type Arcade
En el Tokyo Game Show de 2018 y luego de sospechas debido a una filtración, se anunció que Street Fighter V tendría una versión en Arcade —no confundir con Arcade Edition que es una versión actualizada del juego original— que estará disponible en 2019 en Japón. Esta versión funcionará bajo el sistema de distribución digital NESiCAxLive, desarrollado por Taito Corporation. Se decidieron hacer pruebas del juego entre el 5 y 7 de octubre para posibles optimizaciones, eligiéndose las ciudades de Tokio, Osaka, Nagoya y Fukuoka para su realización. Ahí se pudo observar que la cabina tenía un par de pantallas, la normal con la cual el jugador podía mirar su partida y otra pantalla más angosta encima de la anterior para que otras personas que no estaban jugando pudieran ver el combate, sin llegar a rodear de forma cercana a los participantes. Además contará con un puerto USB en el cual se podrán conectar otros mandos arcade o controles de consolas como de PlayStation 4. Entre el 30 de noviembre y 1 de diciembre se realizaron otras pruebas, siendo seleccionadas otra vez las ciudades de Tokio y Fukuoka, además de Sendai y Kioto. Fue en esta instancia donde se pudo observar en las pantallas del arcade el nombre del juego, recibiendo el título oficial de Street Fighter V: Type Arcade. Finalmente el 14 de marzo de 2019 sería lanzado Type Arcade en Japón, contando con diferencias en la interfaz y en los sistemas de puntajes.

### Street Fighter V: Champion Edition
A finales de noviembre circularon rumores que una nueva versión de Street Fighter V saldría a la luz, además de presagiar que sería la última de la quinta entrega. Los rumores terminaron confirmándose cuando Capcom confirma la existencia de una segunda actualización llamada Street Fighter V: Champion Edition, siendo estrenada el 14 de febrero de 2020. Champion Edition vuelve a retocar la jugabilidad y el balance de los personajes, dándoles a cada uno un segundo V-Skill. Además de unificar a todos los jugadores tanto de PlayStation 4 como los de computador en un mismo punto de encuentro, para incrementar la cantidad base de jugadores en línea gracias a la multiplataforma. Al igual que Arcade Edition esta entrega vendrá a precio rebajado, trayendo todos los personajes, escenarios y trajes lanzados con la excepción del contenido de Capcom Pro Tour. Los poseedores del juego original tuvieron la posibilidad de preordenar un parche que actualiza todo el contenido del juego, salvo el personaje Seth que fue estrenado el mismo día del lanzamiento de Champion Edition.

### Product placement
El 11 de diciembre de 2018 por medio de una actualización anunciada en su blog, Capcom introdujo publicidad en el juego. Esta aparecía en los atuendos de los personajes, en las pantallas de carga y en los escenarios de los combates, además de mencionar algunas promociones del juego. La publicicdad podía ser desactivada mediante el menú de opciones, aunque al permitirla en el juego te daba más dinero —«Fight Money»— por combate del que recibias normalmente.
Inmediatamente la inclusión de publicidad generó críticas hacia la empresa desarrolladora, debido a que era considerado un Product placement forzoso, distractivo y poco estético. Además que se temió que Capcom usara esta nueva medida para promocionar otras marcas no ligadas a la compañía, ya que en el momento de implementación la publicidad iba dirigida a promociones del juego y al Capcom Pro Tour. Posteriormente Capcom enviaría un mensaje por medio de Yoshinori Ono para agredecer los mensajes de la comunidad, además de comunicar que buscarán mejorar la implementación de la publicidad en el juego. Sin embargo el 26 de diciembre la publicidad dentro del juego sería retirada, sin la certeza de su regreso a futuro en una forma menos invasiva. Esto se deba posiblemente por las críticas recibidas, el final de Capcom Pro Tour y una baja en la cantidad de jugadores activos.

## Recepción y crítica
La gente, no compra sus vehículos y deben esperar a que el distribuidor instale los frenos en un mes a partir de ahora. Tampoco estamos contentos de extender el perdón y esperar el momento oportuno si ni siquiera podemos acelerar el coche fuera del lote.
Revista Forbes,  criticando el lanzamiento de Street Fighter V y a las páginas de reseñas sobre videojuegos.

Street Fighter V recibió críticas generalmente positivas. En la página web Metacritic, la versión de PlayStation 4 tiene una puntuación de 78/100, mientras que la versión de Microsoft Windows tiene uno de 74/100. El juego fue elogiado por sus gráficos y jugabilidad, pero fue criticado por su falta de contenido de un jugador, personajes, y modo en línea inestable en su lanzamiento. Los jugadores del mismo se quejaron de problemas similares (así como otros tales como la falta de soporte para el controlador) con el 54% de las revisiones en Steam siendo negativas. Esto hizo que el título fuera prácticamente injugable debido a que los pocos modos que el juego tenía no permitían una experiencia grata, esto resultado de un modo historia para cada personaje de alrededor de 3 peleas (mínimo 2, máximo 5) de un asalto, cuya dificultad no se podía variar y entre las cuales se mostraban ilustraciones del artista Bengus. Un modo survival en cual tu seleccionabas un personaje para eliminar a cuantos rivales puedas antes de ser derrotado para obtener dinero para trajes nuevos, sin olvidar el modo entrenamiento. Además de que las batallas en línea estuvieron inutilizables debido a los fallos de los servidores de Capcom, lo que hacia que encontrar un rival vía internet fuera imposible.
A pesar de los problemas iniciales de lanzamiento, los críticos alabaron la mecánica básica del juego. GamesRadar alabó el motor central de lucha del mismo y la accesibilidad (para los recién llegados), indicando que sería «... una verdadera pena que los curiosos nuevos jugadores que tienen mucho que ofrecer se distanciaran del juego por su contenido siendo en un principio limitado», en última instancia, llegando a la conclusión de que el juego «en su núcleo, sigue siendo brillante», solo que «durante la fase temprana de su vida, al menos, variará en gran medida dependiendo de la disponibilidad de los luchadores que estén más próximos a tu vecindad.» Del mismo modo, IGN describió el juego como «Street Fighter V es un juego de peleas que se encuentra muy bien nivelado, donde la calidad logra superar a la cantidad en cuanto a su número de jugadores y sus mecánicas se encuentran en un gran nivel. Sin embargo, se encuentra opacado por la falta de funciones, en algunos puntos básicos de un juego de este género.» Meristation describió sus observaciones siendo «La sensación inevitable que se transmite es que Street Fighter V llega a su lanzamiento muy muy desprovisto de contenido para un jugador –no es una ausencia total como prescindir de un modo campaña en un FPS en línea, pero es tremendamente escaso lo que se presenta a día 16–, y que en esta primera fase está enfocado a jugar en línea, algo que es cierto es sin duda su curso natural, pero de entrada un modo Arcade, los Desafíos, el Espectador para ver otras partidas en línea en directo y la historia cinemática, debían haber llegado al paquete para hacerlo completo. En el estado actual el juego está inacabado.» Hobby Consolas analizo al juego como «Un sistema de lucha robusto como una roca y un apartado técnico brillante os harán entregaros con gusto a su festival en línea. Por ahora, anda escaso de opciones. Habrá que ver si su "sistema de ampliación" da de sí como se espera.» Otros críticos fueron más duros; The Guardian se negó a darle una puntuación al juego, concluyendo «Street Fighter V es una catástrofe sin terminar, un juego entregado a medio cocer, como para cumplir con un plazo financiero en lugar de uno artístico. Nadie podría ofrecer un juicio definitivo sobre este juego sin quedar con una buena conciencia. Una cosa, sin embargo, es cierta: la compra de Street Fighter V hoy en día es una apuesta especulativa» Forbes no se queda atrás y en su artículo critica al juego y a la prensa especializada debido a sus altas puntuaciones poniendo que «Los juegos son lanzados estando rotos, y nosotros nos mantenemos indulgentes. Lo que es peor, tal vez, es que la prensa de videojuegos están protegiendo tus ojos de los problemas graves que son traídos a la luz sólo después de que un título es publicado y se somete a juegos intensos en un entorno de servidor en vivo. Eso es debido a que un gran porcentaje de puntos de venta –incluyendo éste, en esta ocasión– están eligiendo para publicar sus opiniones el instante en que se levante un embargo, que suele ser el día antes de su liberación.»

Mis más sinceras disculpas de nuevo sobre la situación del servidor de SFV.
Creo que tenemos que mejorar este problema cuanto antes.
Yoshinori Ono,  disculpándose a través de twitter sobre los servidores de Street Fighter V.

## Ventas
En mayo de 2015, Capcom anunció que la compañía estaba esperando que el juego vendiera al menos 2 millones de copias en todo el mundo antes del final del año fiscal de la empresa. En Japón, Street Fighter V entró en las listas de ventas en el puesto número cuatro, con unas ventas de 42 000 unidades en la primera semana. El juego alcanzó el número uno en la lista de ventas físicas en Reino Unido para PS4, pero la primera posición en la tabla le fue arrebatada por el juego múltiplataforma Call of Duty: Black Ops III. También alcanzó el número cinco en las descargas en PlayStation Store de EE. UU., pero no pudo entrar en el top 20 en Europa. Este fue el séptimo juego mejor vendido en los EE. UU. en febrero del año 2016 según el Grupo NPD. A pesar de esto Street Fighter V vendió menos unidades en su primera semana en comparación a su antecesor Street Fighter IV lanzado en 2009. En cuanto a las ventas en la plataforma Steam, el juego apenas pudo superar las 100 000 unidades el primer mes.
El 31 de marzo de 2016, Capcom anunció que Street Fighter V había vendido 1.4 millones de copias a través de las plataformas de PC y PS4, incluidas las descargas digitales, por lo que le faltaron 600 000 copias para llegar a su meta de 2 millones antes del término del año fiscal. A finales de diciembre la empresa reveló los resultados financieros del año, dejando como resultado que el juego había vendido 1.5 millones de unidades en todo el 2016, lo que indica que desde el 31 de marzo hasta finales de diciembre, Street Fighter V vendió solo 100 000 copias.